# 外省人
外省人，是指來自於其他省份的人。該稱呼起源於籍貫觀念。在华语圈不同地区有不同的含义，主要是中国大陆与台湾使用较为广泛。

## 台灣用法
1945年的臺灣，被中華民國視為其中的一個省份臺灣省，在中國大陸此詞語為通用詞語，泛指說話者所屬省份以外，來自中國其他地區的人。與本省人相對，外省人特指台灣省份以外其他省份「在第二次世界大戰後遷台的中國大陸人民」之廣義俗稱，中華民國政府在國共內戰失利而隨政府遷台的中國大陸人民為最大的移民潮。台灣的「外省人」稱呼不僅帶有族群含義，一定程度上含有政治與意識型態的意味。

### 書目
- 高格孚. . 允晨文化. 2004-01-01: 160頁 [2004]. ISBN 957-032-964-5. (Stéphane Corcuff)
- 高格孚. . 允晨文化. 2011-11-01: 240頁 [2011]. ISBN 978-986-627-453-4. (Stéphane Corcuff)